# Walter Grimmer (Cellist)
Walter Grimmer (* 9. März 1939) ist ein Schweizer Cellist und Musikpädagoge.

## Leben
Grimmer studierte Cello in Bern bei Richard Sturzenegger und später in Saarbrücken und Paris bei Maurice Gendron. Ausserdem besuchte er Meisterklassen von Pablo Casals, Enrico Mainardi und Siegfried Palm. 1965 berief ihn Paul Kletzki als Solocellist in das Berner Symphonieorchester. Er wurde Gründungsmitglied der Camerata Bern und des Berner Streichquartetts, mit dem er Uraufführungen von Werken Klaus Hubers, Hans Ulrich Lehmanns, Brian Ferneyhoughs, Helmut Lachenmanns, Wolfgang Rihms, Heinz Holligers und anderer spielte. Als Solist spielte er mit dem Tonhalle-Orchester Zürich die Schweizer Erstaufführung der Cellokonzerte Isang Yuns und Witold Lutosławskis.
Im Arion-Trio mit Igor Ozim und Ilse von Alpenheim nahm er sämtliche Werke Mozarts und Schuberts für diese Besetzung auf. Er arbeitete zwanzig Jahre lang in einer Duo-Formation mit dem Pianisten Stefan Fahrni zusammen. 2013 gründete er mit den Geigern Egidius Streiff und Daphné Schneider und der Bratschistin Mariana Doughty das 3G Drei Generationen Quartett. Mit diesem nahm er 2014 Streichquartette von Klaus Huber und 2016 von Heidi Baader-Nobs sowie in Zusammenarbeit mit dem Pianisten Gregorio Nardi 2017 Werke Robert Schumanns auf. 2019 erschien seine Einspielung von Werken Isang Yuns.
Zwischen 1965 und 2002 unterrichtete Grimmer zunächst an der Hochschule der Künste Bern und später an der Zürcher Hochschule der Künste. Zu seinen Schülern zählen die Cellisten Thomas Demenga, Rafael Rosenfeld, Sébastien Singer und Benjamin Nyffenegger.